# Maria Martins (wielrenster)
Maria Martins (Santarém, 9 juli 1999) is een Portugese wielrenster. Ze rijdt zowel op de weg als op de baan.

## Carrière
In 2016 werd Martins Portugees kampioene tijdrijden bij de junioren en won ze brons in de wegrit. In 2017 werd ze bij de junioren Portugees kampioene in weg- en tijdrit, zevende tijdens het Europees kampioenschap op de weg en 44e tijdens het wereldkampioenschap op de weg. Bij de elite won ze in 2018 zilver in zowel de nationale weg- en tijdrit. Een jaar later behaalde ze podiumplaatsen in de Clasica Femenina Navarra en in de slotrit van de Ronde van Bretagne. In augustus werd ze vierde tijdens het EK op de weg bij de beloften in Alkmaar. In september werd ze zesde in de slotrit van de Madrid Challenge in de Women's World Tour. In oktober won ze brons in de scratch tijdens de Europese kampioenschappen baanwielrennen 2019 in Apeldoorn, achter Emily Nelson en Shannon McCurley.
In augustus 2021 nam ze namens Portugal deel aan de Olympische Spelen in Tokio; ze werd zevende in het omnium, één punt achter uittredend kampioene Laura Kenny.
In 2018 en 2019 reed Martins voor het Spaanse Sopela Women's Team. Vanaf 2020 reed ze voor het Britse Drops Cycling Team, dat in 2021 verder ging als Drops-Le Col en in 2022 Le Col-Wahoo heette. In 2023 kwam ze uit voor de Belgische wielerploeg Fenix-Deceuninck en vanaf 2025 rijdt ze voor Canyon-SRAM.

## Palmares

### Baanwielrennen
| Jaar     | NK                                          | EK                                                    | WK                                    | Overig                                                                     |
| Junioren | Junioren                                    | Junioren                                              | Junioren                              | Junioren                                                                   |
| -------- | ------------------------------------------- | ----------------------------------------------------- | ------------------------------------- | -------------------------------------------------------------------------- |
| 2016     |                                             | scratch                                               |                                       |                                                                            |
| Belofte  |                                             |                                                       |                                       |                                                                            |
| 2018     |                                             | scratch · 4e afvalkoers · 4e omnium · 5e puntenkoers  |                                       |                                                                            |
| 2019     |                                             | afvalkoers · 4e scratch · 7e omnium                   |                                       |                                                                            |
| 2020     |                                             | afvalkoers · scratch · 5e omnium                      |                                       |                                                                            |
| 2021     |                                             | afvalkoers · scratch · 4e puntenkoers                 |                                       |                                                                            |
| Elite    |                                             |                                                       |                                       |                                                                            |
| 2018     |                                             | 6e afvalkoers 9e omnium                               |                                       |                                                                            |
| 2019     |                                             | scratch · 5e puntenkoers · 7e afvalkoers · 8e omnium  | 14e omnium                            | Europese Spelen: 7e omnium 9e puntenkoers 9e scratch                       |
| 2020     | afvalkoers · puntenkoers · scratch          | afvalkoers · 4e puntenkoers · 5e omnium · 10e scratch | scratch · 4e omnium · 16e puntenkoers |                                                                            |
| 2021     | eindklassement                              | 9e afvalkoers 12e omnium                              | 5e omnium 6e puntenkoers              | Olympische Spelen: · 7e omnium · NC Sint-Petersburg: · afvalkoers · omnium |
| 2022     | afvalkoers · omnium · scratch               | 4e scratch 10e omnium                                 | omnium · 12e scratch                  |                                                                            |
| 2023     | afvalkoers · omnium · scratch               | scratch · 6e puntenkoers · 9e omnium · 16e afvalkoers | 10e omnium 19e scratch                |                                                                            |
| 2024     | afvalkoers · omnium · puntenkoers · scratch | 5e afvalkoers 5e scratch 8e omnium                    | 6e afvalkoers 11e omnium 16e scratch  | Olympische Spelen: 14e omnium                                              |
| 2025     |                                             | scratch · 9e puntenkoers · 13e afvalkoers             |                                       |                                                                            |

### Wegwielrennen
2016
 Portugees kampioene tijdrijden, junior
 Portugees kampioenschap op de weg, junior
2017
 Portugees kampioene tijdrijden, junior
 Portugees kampioene op de weg, junior
2018
 Portugees kampioenschap tijdrijden, elite
 Portugees kampioenschap op de weg, elite
2e in 1e etappe Panorama Guizhou
2019
2e in Clasica Femenina Navarra
3e in 5e etappe Ronde van Bretagne
4e in EK op de weg, beloften
2021
 Portugees kampioene op de weg, elite
3e in Ronde de Mouscron

#### Uitslagen in voornaamste wedstrijden
| Jaar | Gent-Wevelgem | Ronde van Vlaanderen | Parijs-Roubaix | Classic Brugge-De Panne | Scheldeprijs | Ronde de Mouscron |  | WK op de weg |
| ---- | ------------- | -------------------- | -------------- | ----------------------- | ------------ | ----------------- |  | ------------ |
| 2019 |               |                      |                |                         |              |                   |  | opgave       |
| 2021 | 53e           |                      | 19e            | 35e                     |              | Brons             |  | opgave       |
| 2022 | opgave        | opgave               | 37e            | 5e                      | 27e          |                   |  |              |
| 2023 |               |                      | 25e            | 13e                     | 15e          | 5e                |  |              |
| 2024 |               |                      |                |                         |              |                   |  |              |
| 2025 |               |                      | buit.tijd      |                         |              |                   |  |              |

## Ploegen
- 2018 –  Sopela Women's Team
- 2019 –  Sopela Women's Team
- 2020 –  Drops Cycling Team
- 2021 –  Drops-Le Col
- 2022 –  Le Col-Wahoo
- 2023 –  Fenix-Deceuninck
- 2025 –  Canyon//SRAM zondacrypto

Bennett · Christian · Van 't Geloof · Martins · Meakin · Moberg · Lowden · Olsen · Penton · Smekal · Tacey
Bennett · Christian · Christmas · Van der Duin · Van 't Geloof · Martins · Meakin · Moberg · Lowden · Olsen · Penton · Smekal · Tacey · Towers
Van Agt (vanaf 1/5) · Christian · Van der Duin · Van 't Geloof · Holden · King · Martins · Merino · Moberg · Perkins · Tacey · Towers · Vandenbulcke · Verhulst
Alvarado · Cant · Couzens · de Baat · De Wilde · Kastelijn · Kuijpers · Martins · Marturano · Pieterse · Schrempf · Schweinberger · Stiasny · Truyen · Van de Velde · van der Heijden · van Zuthem · Worst · Wright
Aintila · Bäckstedt · Bauernfeind · Bradbury · Consonni · Cromwell · Czapla · van der Duin · Dygert · Klöser · Kolesava · Martins · Niedermaier · Niewiadoma · Paladin · Skalniak-Sójka · Towers · Uttrup Ludwig